# Brendan Leahy
Brendan Leahy (* 28. März 1960 in Dublin) ist ein irischer römisch-katholischer Geistlicher und Bischof von Limerick.

## Leben
Brendan Leahy, Sohn eines Lehrerehepaars, studierte in Dublin und an der Päpstlichen Universität Gregoriana in Rom. Am 5. Juni 1986 empfing er die Priesterweihe. Nach weiteren Studien und seelsorglicher Tätigkeit in Clonskeagh und Lusk bei Dublin wurde er als Professor für Systematische Theologie an das St. Patrick’s College in Maynooth berufen. Mit seiner Dissertation über Das Marianische Profil in der Ekklesiologie des Hans Urs von Balthasar (The Marian principle in the Church according to Hans Urs von Balthasar) wurde er 1993 in Rom zum Doctor theologiae promoviert.
Von 1999 bis 2010 war Leahy Sekretär der Ökumenekommission der Irischen Bischofskonferenz. Seit 2005 ist er korrespondierendes Mitglied der Päpstlichen Akademie für Theologie. Leahy ist langjähriges Mitglied der Fokolarbewegung.
Papst Benedikt XVI. ernannte ihn am 10. Januar 2013 zum Bischof von Limerick. Der Erzbischof von Cashel-Emly, Dermot Clifford, spendete ihm am 14. April desselben Jahres die Bischofsweihe; Mitkonsekratoren waren Charles John Brown, Apostolischer Nuntius in Irland, und Diarmuid Martin, Erzbischof von Dublin. Im Oktober 2017 lud Leahy homosexuelle Paare explizit zum geplanten Weltfamilientreffen in Dublin 2018 ein.
Am 29. September 2021 berief ihn Papst Franziskus zum Mitglied der Kongregation für das Katholische Bildungswesen und am 7. April 2022 zum Mitglied der Kongregation für den Klerus. Am 18. Februar 2023 ernannte ihn Papst Franziskus zum Mitglied des Dikasteriums für die Kultur und die Bildung, in dem die vormalige Kongregation für das Bildungswesen aufgegangen war.
Papst Leo XIV. ernannte ihn am 3. Juli 2025 zum Mitglied des Dikasteriums für den Interreligiösen Dialog.

## Veröffentlichungen
- The Marian principle in the Church according to Hans Urs von Balthasar (Diss.), Europäische Hochschulschriften, Reihe 23, Theologie, Vol. 558, Frankfurt am Main u. a. 1996, ISBN 3-631-49865-9